# Nipaecoccus guazumae
Nipaecoccus guazumae är en insektsart som först beskrevs av Alfred Serge Balachowsky 1959.  Nipaecoccus guazumae ingår i släktet Nipaecoccus och familjen ullsköldlöss. Inga underarter finns listade i Catalogue of Life.